# Hondurese verkiezingen 2005
Op 27 november 2005 vonden er in Honduras verkiezingen plaats.
De presidentsverkiezingen en de Congresverkiezingen vonden - zoals gebruikelijk in Honduras - op dezelfde dag plaats.

## Presidentsverkiezingen
In februari 2005 kozen de leden van twee belangrijkste partijen, de Nationale Partij van Honduras en de Liberale Partij van Honduras bij interne partijverkiezingen hun presidentskandidaten. De PNH koos Porfirio "Pepe" Lobo, een conservatief die voorstander is van een harde aanpak van de criminaliteit en de herinvoering van de doodstraf, tot presidentskandidaat, terwijl de PLH Manuel Zelaya koos. Zelaya was voorstander van heropvoeding van (meest tot bendes behorende) criminelen. Andere (kleinere) partijen hielden geen interne partijverkiezingen.
Zelaya versloeg Lobo met 49,9% van de stemmen. Aanvankelijk accepteerde Lobo de uitslag niet en beschuldigde het verkiezingstribunaal, de hoogste autoriteit op gebied van verkiezingen in Honduras, van grove fouten en eiste een hertelling. Er kwam geen hertelling en na tien dagen legde Lobo zich bij de uitslag neer.
Op 27 januari 2006 werd Zelaya als president beëdigd. Hij volgde Ricardo Maduro op.

### Uitslag
| Kandidaat                           | Partij                                  | Partij                                    | Stemmen   | Percentage | Gekozen President                            |
| ----------------------------------- | --------------------------------------- | ----------------------------------------- | --------- | ---------- | -------------------------------------------- |
| Kandidaat                           | Spaans                                  | Nederlands                                | Stemmen   | Percentage | Manuel Zelaya (2006), Marcello Casal Jr/ABr. |
| Manuel Zelaya                       | Partido Liberal de Honduras             | Liberale Partij van Honduras              | 915.075   | 49,9%      | Manuel Zelaya (2006), Marcello Casal Jr/ABr. |
| Porfirio Lobo Sosa                  | Partido Nacional de Honduras            | Nationale Partij van Honduras             | 846.493   | 46,2%      | Manuel Zelaya (2006), Marcello Casal Jr/ABr. |
| Juan Ángel Almendares Bonilla       | Partido de Unificación Democrática      | Partij van Democratische Unificatie       | 27.731    | 1,5%       | Manuel Zelaya (2006), Marcello Casal Jr/ABr. |
| Juan Ramón Martínez                 | Partido Demócrata Cristiano de Honduras | Christendemocratische Partij van Honduras | 25.722    | 1,4%       | Manuel Zelaya (2006), Marcello Casal Jr/ABr. |
| Carlos Sosa Coello                  | Partido Innovación y Unidad             | Partij voor Innovatie en Eenheid          | 18.689    | 1,0%       | Manuel Zelaya (2006), Marcello Casal Jr/ABr. |
| Totaal (opkomst 46%)                | Totaal (opkomst 46%)                    | Totaal (opkomst 46%)                      | 1.833.710 | 100%       | Manuel Zelaya (2006), Marcello Casal Jr/ABr. |
| Stemgerechtigden                    | Stemgerechtigden                        | Stemgerechtigden                          | 3.988.605 |            | Manuel Zelaya (2006), Marcello Casal Jr/ABr. |
| Bron: Adam Carrs Verkiezingsarchief |                                         |                                           |           |            | Manuel Zelaya (2006), Marcello Casal Jr/ABr. |

## Congresverkiezingen
Zelaya's PLH won de Congresverkiezingen. De PLH kreeg 62 van de 128 zetels in het Nationaal Congres van Honduras (Congreso Nacional).

### Uitslag
| Partij                             | Partij                                  | Partij                                    | Zetels | Zetelverdeling |
| Spaans                             | Spaans                                  | Nederlands                                | Zetels | Zetelverdeling |
| ---------------------------------- | --------------------------------------- | ----------------------------------------- | ------ | -------------- |
|                                    | Partido Liberal de Honduras             | Liberale Partij van Honduras              | 62     |                |
|                                    | Partido Nacional de Honduras            | Nationale Partij van Honduras             | 55     |                |
|                                    | Partido de Unificación Democrática      | Partij van Democratische Unificatie       | 5      |                |
|                                    | Partido Demócrata Cristiano de Honduras | Christendemocratische Partij van Honduras | 4      |                |
|                                    | Partido Innovación y Unidad             | Partij voor Innovatie en Eenheid          | 2      |                |
| Totaal: 1.833.710 (opkomst 45,97%) | Totaal: 1.833.710 (opkomst 45,97%)      | Totaal: 1.833.710 (opkomst 45,97%)        | 128    |                |
| Stemgerechtigden: 3.988.605        |                                         |                                           |        |                |
| Bron: IPU Parline                  |                                         |                                           |        |                |